# Голубята (Кунгурский район)
Голубята — деревня в Кунгурском районе Пермского края в составе Шадейского сельского поселения.

## География
Деревня находится в центральной части Кунгурского района на левом берегу реки Бабка менее чем в 11 километрах от Кунгура на запад-северо-запад.

## Климат
Климат умеренно континентальный с продолжительной снежной зимой и коротким, умеренно тёплым летом. Средняя температура июля составляет +17,8 °C, января −15,6 °C. Среднегодовая температура воздуха составляет +1,3 °C. Средняя продолжительность периода с отрицательными температурами составляет 168 дней и продолжительность безморозного периода 113 дней. Среднее годовое количество осадков составляет 539 мм.

## История
Известна с 1904 года как выселок.

## Население
Постоянное население составляло 5 человек в 2002 году (100 % русские), 5 человек в 2010 году.